# София Августа фон Анхалт-Цербст
София Августа фон Анхалт-Цербст (на немски: Sophie Auguste von Anhalt-Zerbst; * 9 март 1663, Цербст; † 14 септември 1694, Ваймар) от род Аскани, е принцеса от Анхалт-Цербст и чрез женитба херцогиня на Саксония-Ваймар (1685 – 1694).

## Живот
Тя е най-малката дъщеря на княз Йохан VI фон Анхалт-Цербст (1621 – 1667) и София Августа фон Шлезвиг-Холщайн-Готорп (1630 – 1680), дъщеря на херцог Фридрих III фон Шлезвиг-Холщайн-Готорп и Мария Елизабет Саксонска.
София Августа се омъжва на 11 октомври 1685 г. в Цербст за херцог Йохан Ернст III (1664 – 1707) от ерснестнските Ветини.
София Августа умира във Ваймар на 31 години. Тя е погребана в княжеската гробница, Ваймар. След два месеца нейният съпруг Йохан Ернст III се жени на 4 ноември 1694 г. в Касел за Шарлота (1672 – 1738), дъщеря на ландграф Фридрих II фон Хесен-Хомбург.

## Деца
София Августа и Йохан Ернст III имат пет деца:
- Йохан Вилхелм (*/† 1686)
- Ернст Август I (1688 – 1748), херцог на Саксония-Ваймар-Айзенах

∞ 1. 1716 принцеса Елеонора Вилхелмина фон Анхалт-Кьотен (1696 – 1726), дъщеря на княз Емануел Лебрехт фон Анхалт-Кьотен
∞ 2. 1734 принцеса София Шарлота фон Бранденбург-Байройт (1713 – 1747), дъщеря на маркграф Георг Фридрих Карл фон Бранденбург-Байройт
- Елеонора Христиана (1689 – 1690)
- Йохана Августа (1690 – 1691)
- Йохана Шарлота (1693 – 1751)